# The Good German
The Good German is een Amerikaanse thriller uit 2006 onder regie van Steven Soderbergh. Het verhaal hiervan is gebaseerd op de gelijknamige roman van Joseph Kanon, geschreven in 2001. De film is in zwart-wit opgenomen, alsof hij gemaakt is in 1945. The Good German werd genomineerd voor de Oscar voor beste oorspronkelijke filmmuziek en Soderbergh  voor de Gouden Beer van het Filmfestival van Berlijn 2007.

## Verhaal
Jake Geismar is een Amerikaanse oorlogsverslaggever die naar Berlijn gaat tijdens de Conferentie van Potsdam. De geallieerden van de Tweede Wereldoorlog onderhandelen over het lot van Duitsland en verdelen Duitsland in twee. De chauffeur van Jake, korporaal Tully, wordt dood teruggevonden in de Russische zone met 100 000 Duitse mark op zak. Jake start een onderzoek naar de moordzaak en dat leidt steeds naar Lena, Jakes vroegere vriendin, die samen was met Tully. Hoe meer hij van de waarheid achterhaalt, hoe gruwelijker die blijkt.

## Rolverdeling
- George Clooney - Kapitein Jake Geismar
- Cate Blanchett - Lena Brandt
- Tobey Maguire - Korporaal Patrick Tully
- Beau Bridges - Kolonel Müller
- Tony Curran - Danny
- Leland Orser - Kapitein Bernie Teitel
- Jack Thompson - Breimer
- Robin Weigert - Hannelore
- Ravil Isyanov - Generaal Sikorsky
- Dave Power - Luitenant Hasso Schäffer